# Echospace
Echospace est un duo américain de musique électronique.

## Histoire
Le groupe est formé en 2007 par Stephen Hitchell (Chicago) et Rod Modell (Détroit). En 2017, leur label sort l'album DeepChord presents Echospace - Live In Detroit.

## echospace [detroit]
Le groupe possède son propre label discographique indépendant nommé echospace. Lors d'un entretien en 2010, Stephen Hitchell annonce un nouveau single de cv313 avec de nouveaux remixes de Subtraktive, « un morceau qui est apparu à l'origine sur le superbe label londonien Smallfish ».
La discographique comprend notamment :
- echospace 001 - DeepChord - Vantage Isle (2x12" + 7")
- echospace 002 - cv313 - Dimensional Space (12")
- echospace 003 - Claude VonStroke - Who's Afraid of Detroit? (DeepChord and Soultek Mixes) (12")
- echospace 004 - Model 500 - Starlight [Remixes] (2x12")
- echospace 005 - DeepChord - Grandbend (2x12")
- echospace 006 - DeepChord Present Echospace - Spatialdimension (12")
- echospace 007 - Echospace - Intrusion / Reflection (2x12")
- echospace 008 - Intrusion / cv313 - Intrusion Dub / Subtraktive (12")
- echospace 009 - cv313 - Sailingstars (12")
- echospace 313LE - Model 500 - Starlight (12")
- echospace 313LE-2 - Son's of the Dragon - The Journey of Qui Niu (12")
- echospace 313-1 - DeepChord - Vantage Isle Sessions (CD)
- echospace 313-2 - Model 500 - Starlight (CD)

## Discographie
- 2007 : Obmx (12", Fortune8)
- 2007 : Sonorous (12", Fortune8)
- 2007 : The Coldest Season (CD, Modern Love)
- 2007 : Untitled (12", Modern Love)
- 2008 : Spatialdimension (12", echospace [detroit])
- 2017 : Live In Detroit (DeepChord presents Echospace) (echospace [detroit])